# Evangelický kostel (Martin)
Evangelický kostel v Martině je toleranční kostel z roku 1784, který byl 26. listopadu 1963 prohlášen za národní kulturní památku Slovenské republiky. Jedná se o jednolodní klasicistní stavbu. Martinský kostel byl svědkem významných událostí v dějinách Slovenska, před jeho branami se v roce 1861 konalo Memorandum národa slovenského.

## Historie
V regionu Turiec velmi rychle zakořenila reformace, a to díky turčianskému županovi Františku Révaiovi, který si dopisoval s Martinem Lutherem a sdílel jeho názory. Tyto myšlenky přijalo i turčianské duchovenstvo; již v roce 1536 se v knize zápisů města vyjadřuje martinský farář Laurentius v duchu reformace. Evangelický církevní sbor v Martině byl založen v letech 1544-1545. V té době evangelíci využívali starý kostel svatého Martina. V době silného protireformačního tlaku byl místní evangelický farář Michal Paulovič odveden na galeje a zemřel jako galejní otrok v Neapoli. Samostatný evangelický církevní sbor byl v Martině zrušen v roce 1709, po porážce protihabsburských povstání a příchodu císařských vojsk. V letech 1709-1781 byli evangelíci pronásledováni a bohoslužby se mohly konat pouze v domácnostech.
Situace se změnila po vydání Tolerančního patentu, kdy 1. května 1784 položili martinští evangelíci základní kámen nového kostela. Byla to skromná stavba bez věže. Dřevěnou věž ke kostelu přistavěli až po změně zákona v roce 1789, která jim stavbu umožnila. Současně s výstavbou kostela byla v jeho blízkosti postavena škola. Jako faráři zde působili mnohé významné osobnosti slovenského národního obrození a kultury, např. Karol Kuzmány.
V roce 1885 byla postavena nová cihlová kostelní věž, stavitelem byl E. Erben. Úpravy pokračovaly i v roce 1895, kdy byl kostel přestavěn. Stavitel Samuel Petrikovič přistavěl novou loď, nové zaklenutí lodi a stavbu sakristie. V této fázi byla přestavěna také loď, která získala svůj dnešní polygonální tvar. Pro fasády byl zvolen novorománský sloh. Interiér byl modernizován v roce 1903, kdy byl instalován nový novoklasicistní oltář a kazatelna. Později v roce 1915 bylo do kostela zavedeno elektrické osvětlení. Během druhé světové války se několik členů zdejšího sboru zúčastnilo odboje. Farář Jozef Bučko byl jako odpůrce autoritářského režimu uvězněn a odvezen do koncentračního tábora, kde zahynul. Podobně zahynul i Ján Bakoš, kaplan v Martině a účastník Slovenského národního povstání. Teprve po pádu komunistického režimu došlo k plnému rozvoji kostela a obnově zdejšího kulturního dědictví, v roce 1998 byl kostel zrekonstruován.

## Architektura kostela
Evangelický kostel se původně nacházel mimo zastavěné území, na severním okraji města. Spolu s budovou fary a školy tvoří uzavřený urbanistický celek, dnešní Memorandové náměstí. Samotný kostel je jednolodní halový s polygonálním kněžištěm obráceným k západu. Součástí hmoty kostela je čtyřpodlažní, k východu orientovaná kostelní věž. Fasády kostela jsou zdobeny novorománským morfologickým dekorem. Východní průčelí je trojtraktové, s mírně vystupujícím rizalitem, třemi portály a kruhovým oknem v rizalitu. Do kostela se vstupuje od východu přes portikus do prostoru podvěží zaklenutého křížovou klenbou. Loď kostela je od přestavby v roce 1895 zaklenuta valenou klenbou s lunetovou kružbou. Za presbytářem, v ose kostela, se nachází přízemní polygonální sakristie. Interiéru kostela dominuje trojlodní empora nesená toskánskými sloupy. Oltář je novoklasicistní z roku 1903, stejně jako kazatelna a křtitelnice, řešené v bílé barvě se zlacením.

## Galerie

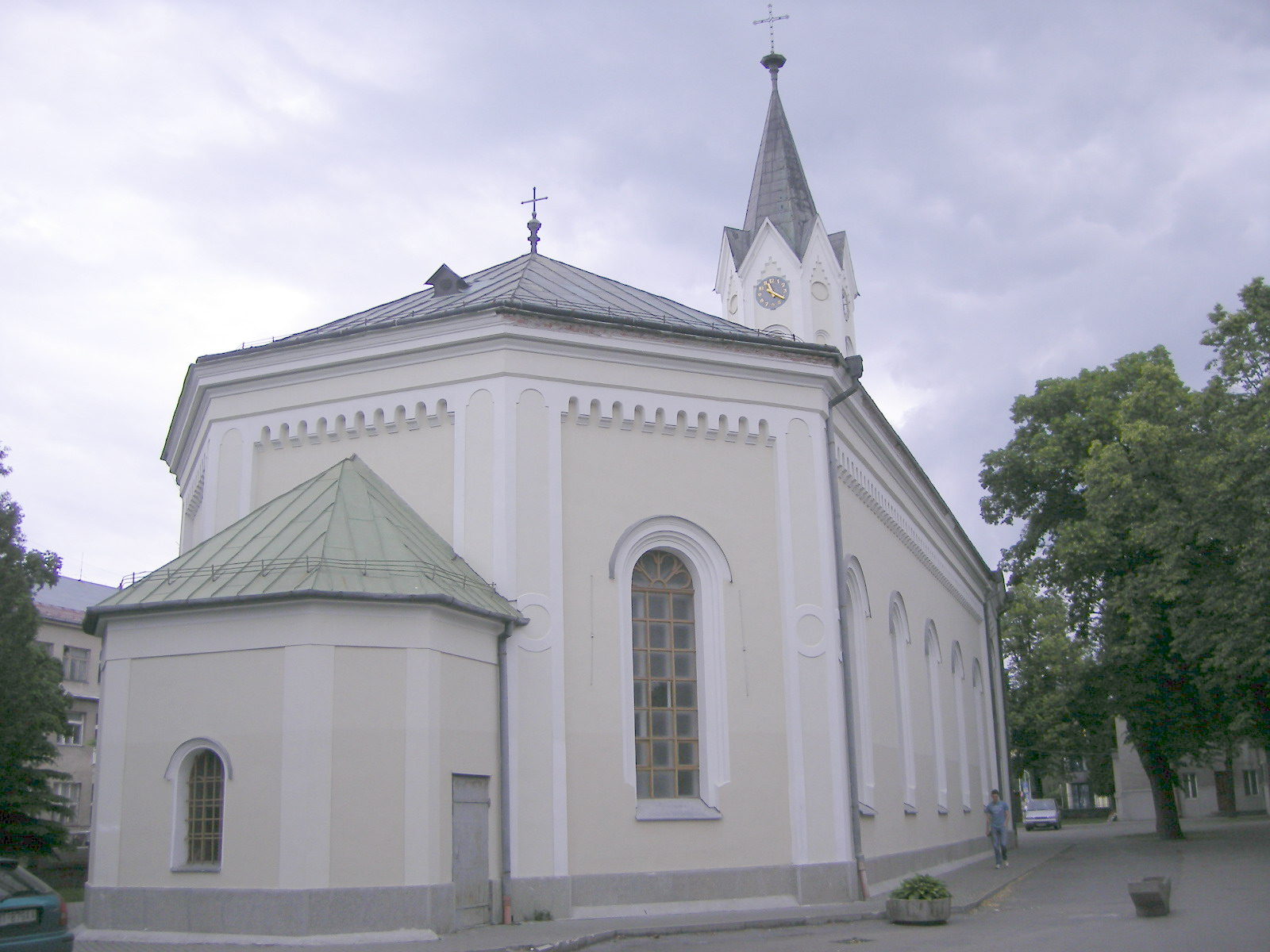
Loď kostela
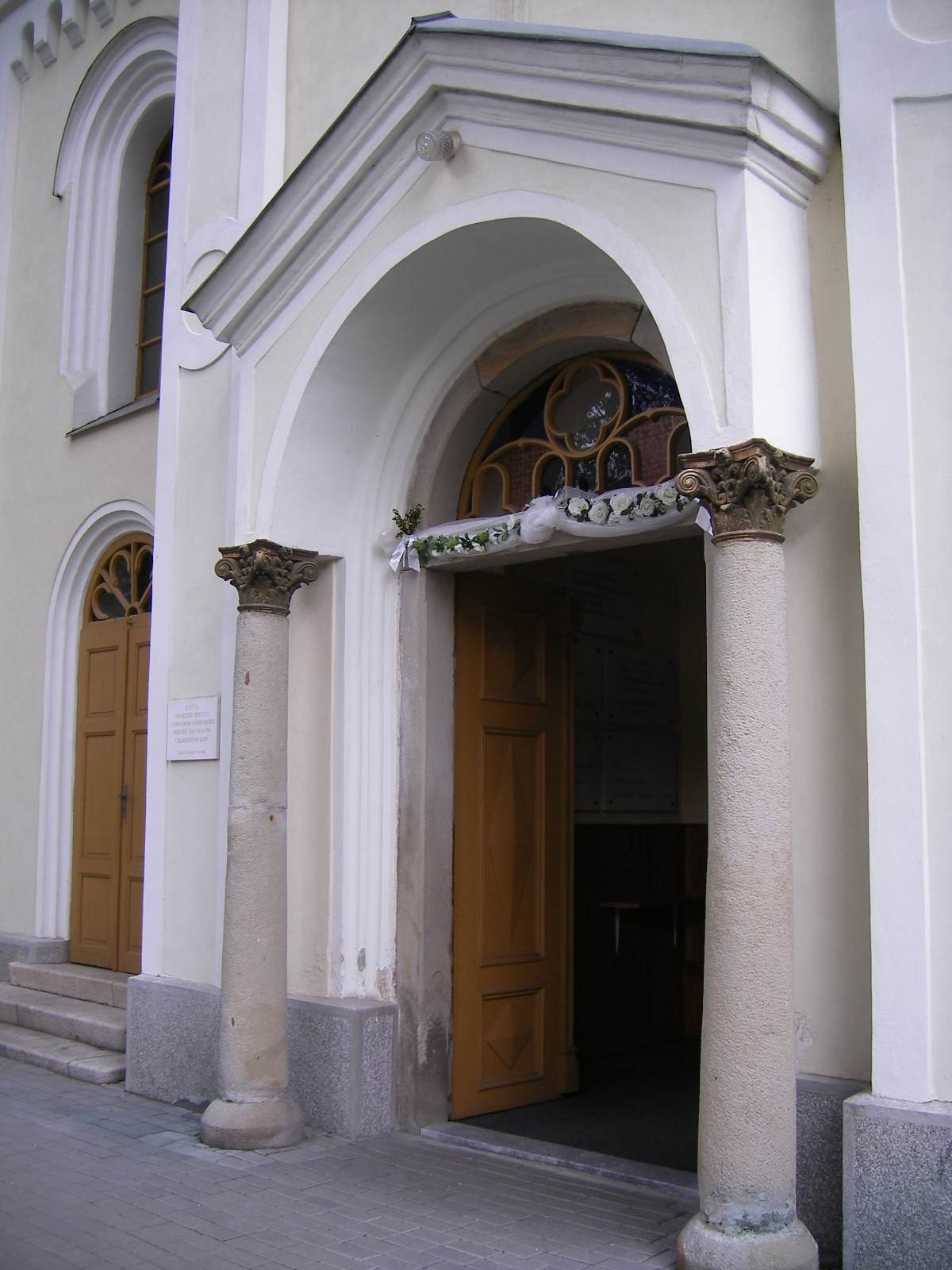
Portál
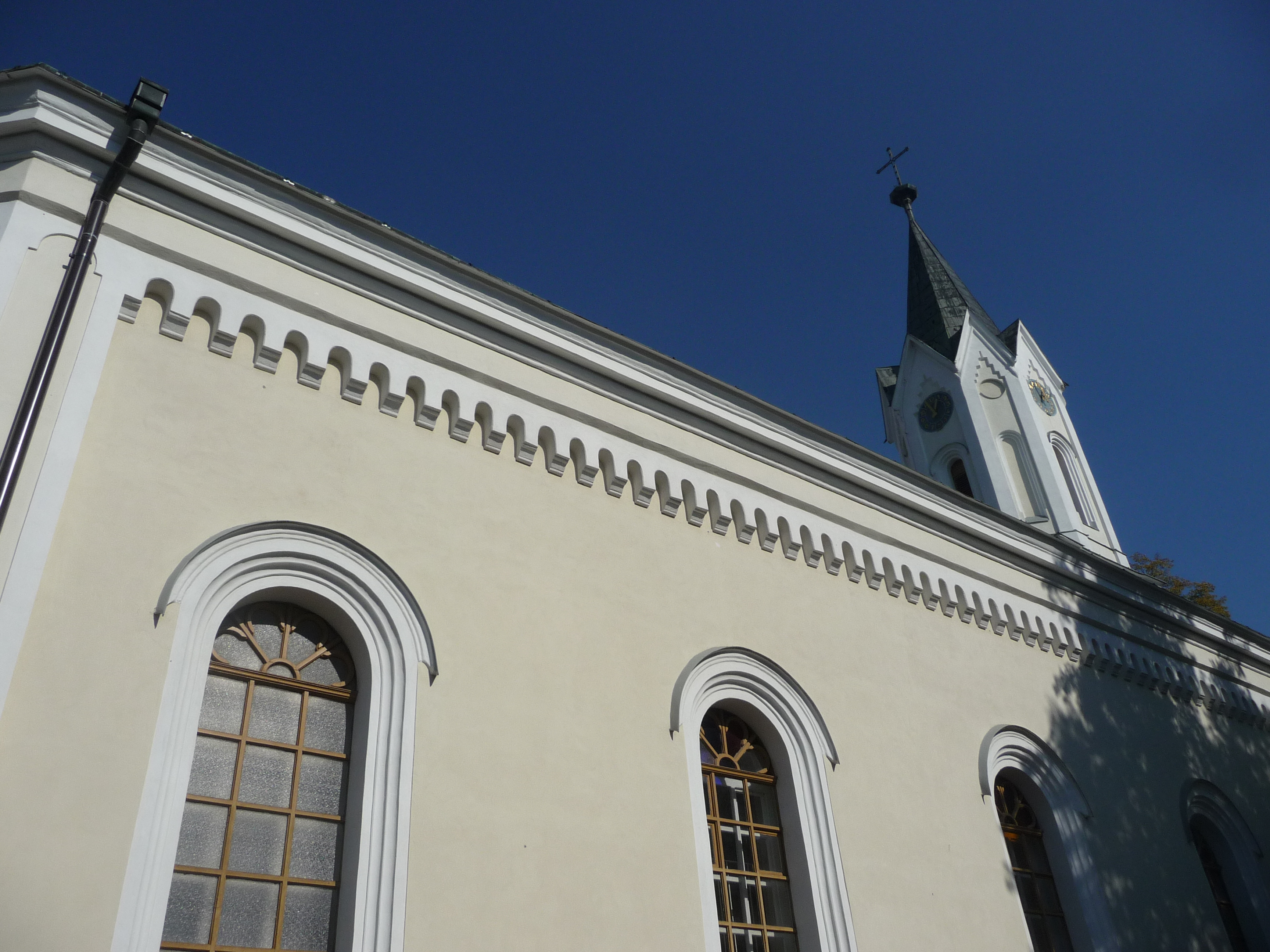